# Мањеровићи
Мањеровићи су насељено мјесто у саставу града Карловца, на Кордуну, у Карловачкој жупанији, Република Хрватска.

## Географија
Мањеровићи се налазе око 21 км југоисточно од Карловца.

## Историја
Мањеровићи су се од распада Југославије до августа 1995. године налазили у Републици Српској Крајини.

## Становништво
Према попису становништва из 2011. године, насеље Мањеровићи је имало 32 становника.
| Националност       | 1991. | 1981. | 1971. | 1961. |
| Срби               | 83    | 118   | 153   | 171   |
| Хрвати             | 47    | 56    | 88    | 87    |
| Југословени        | 1     |       |       |       |
| остали и непознато | 4     | 1     |       |       |
| Укупно             | 135   | 175   | 241   | 258   |

| Демографија | Демографија | Демографија |
| Година      | Становника  | Становника  |
| ----------- | ----------- | ----------- |
| 1961.       | 258         |             |
| 1971.       | 241         |             |
| 1981.       | 175         |             |
| 1991.       | 135         |             |
| 2001.       | 53          |             |
| 2011.       |             | 32          |